# Aristida spectabilis
Aristida spectabilis är en gräsart som beskrevs av Eduard Hackel. Aristida spectabilis ingår i släktet Aristida och familjen gräs. Inga underarter finns listade i Catalogue of Life.